# Bronisław Fichtel
Bronisław Piotr Fichtel (ur. 11 listopada 1896 w Chodorowie, zm. prawdopodobnie we wrześniu 1939 we Lwowie) – polski piłkarz, obrońca.
Najdłuższy okres spędził i największe sukcesy odnosił w Pogoni Lwów, choć był także zawodnikiem Czarnych z tego miasta oraz warszawskiej Polonii. Z Pogonią w 1923, 1925 i 1926 zostawał mistrzem Polski. W reprezentacji Polski debiutował 19 lipca 1925 w meczu z Węgrami, drugi i ostatni raz zagrał rok później. 

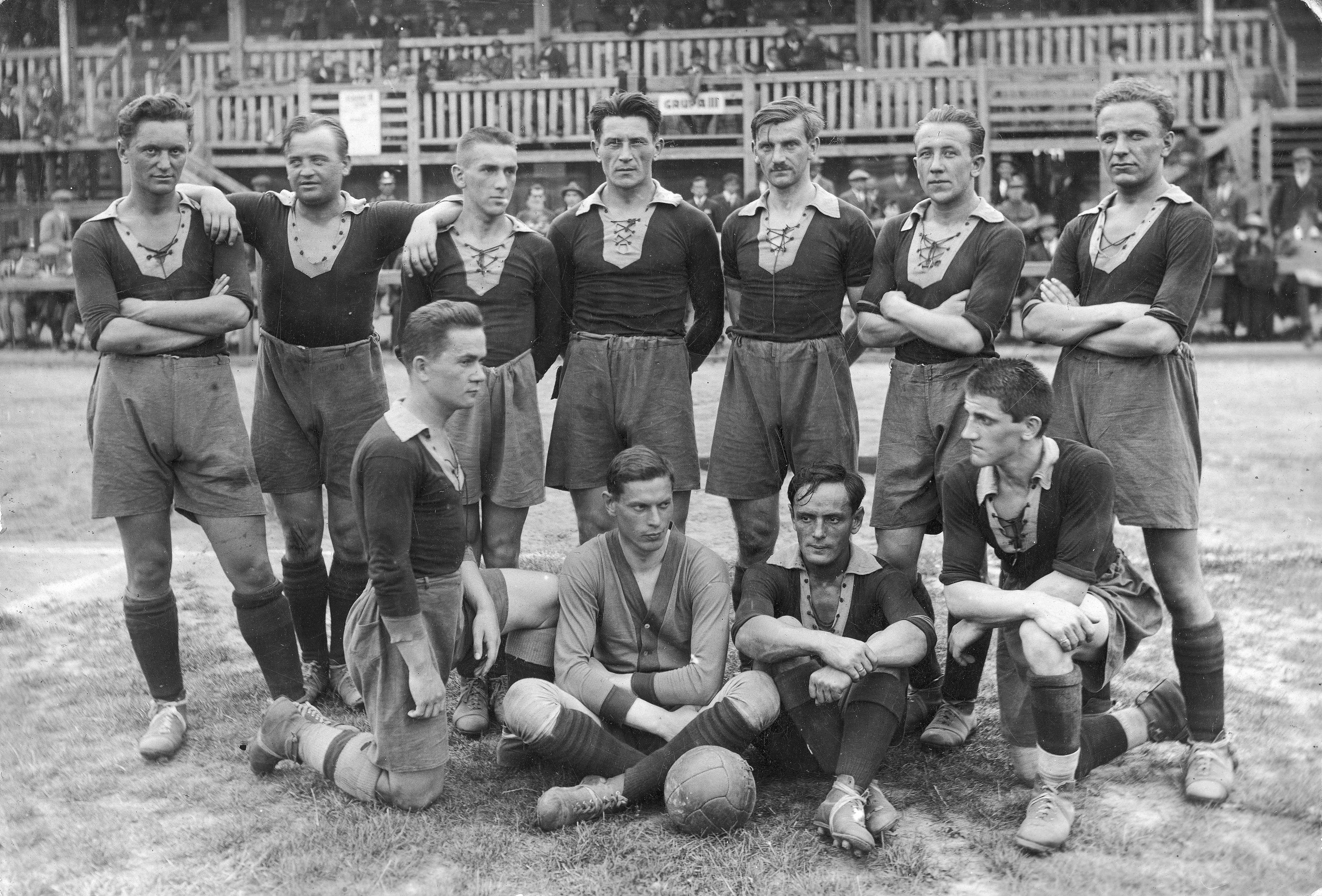
Pogoń Lwów, mistrz Polski z 1926 r., Fichtel siedzi drugi od prawej